# 345762 Jacquescoeur
345762 Jacquescoeur este o planetă minoră (asteroid) din centura de asteroizi. A fost descoperită pe 13 martie 2007 la Saint-Sulpice de Bernard Christophe⁠(d) și a fost numită după Jacques Cœur⁠(d). 
Obiectul prezintă o orbită caracterizată de o semiaxă mare de 2,337017797233 UAi, o excentricitate de 0,13501673750139, o înclinație de 1,7743728417215 ° în raport cu ecliptica.